# Hieracium nastum
Hieracium nastum es una especie de planta con flor del género Hieracium, de la familia Asteraceae, orden Asterales.

## Distribución
Hieracium nastum se distribuye por Suecia.

## Taxonomía
Fue descrita científicamente por Johanss.